# Гохвальд (Золотурн)
Гохвальд (нім. Hochwald SO) — громада  в Швейцарії в кантоні Золотурн, округ Дорнек.

## Географія
Громада розташована на відстані близько 60 км на північ від Берна, 29 км на північ від Золотурна.
Гохвальд має площу 8,4 км², з яких на 8,9% дозволяється будівництво (житлове та будівництво доріг), 45,7% використовуються в сільськогосподарських цілях, 45,4% зайнято лісами, 0% не є продуктивними (річки, льодовики або гори).

## Демографія
2019 року в громаді мешкало 1290 осіб (+4,3% порівняно з 2010 роком), іноземців було 12,1%. Густота населення становила 154 осіб/км².
За віковим діапазоном населення розподілялося таким чином: 18,5% — особи молодші 20 років, 62,2% — особи у віці 20—64 років, 19,3% — особи у віці 65 років та старші. Було 531 помешкань (у середньому 2,4 особи в помешканні).
Із загальної кількості 237 працюючих 54 було зайнятих в первинному секторі, 30 — в обробній промисловості, 153 — в галузі послуг.